# Queso Mauritania
El Queso Mauritania es un queso hecho a base de leche de camella. Es producido en el desierto de Mauritania. Es un queso de pasta blanda y cremosa, cubierto por una corteza enmohecida, pero con un sabor algo más salado que recuerda a los quesos de cabra. Se comercializa en forma de cuadrado plano de 250 g.

## Historia
Mauritania importa demasiada leche de camello para poder abastecer a su comunidad, a pesar de disponer de un abundante ganado lechero. La ingeniera británica Nancy Abeid Arahamane, creó una empresa para potenciar el proceso de autosuficiencia. La Empresa Lechera de Mauritania (Tiviski), con sede en Nuakchot, comenzó la fabricación de productos lácteos de camello en 1989. Desde entonces, ha pasado también a los productos de leche de vaca y de cabra. Hoy, ofrece una línea de 14 productos y procesa 13.000 litros de leche al día. Desde 1993, sus ventas se han triplicado.
Aunque la leche de camello se conserva mejor que la de vaca, esta leche tiene un periodo de vida corto y su producción es más elevada cuando su demanda decrece como usualmente pasa en invierno. La leche de camella es una bebida muy extendida en el mundo árabe; en algunos lugares, como en Mauritania, se ofrece tradicionalmente a los huéspedes e invitados como muestra de hospitalidad. La leche de camello es más salada que la de vaca, tiene tres veces más de vitamina C y diez veces más hierro, por lo que podría constituir un alimento completo para la población en zonas áridas y pobres. Además, serviría de sustento a los pastores de camellos, desde Mauritania hasta Mongolia.[cita requerida]
El principio básico de la elaboración del queso consiste en coagular la leche para obtener cuajo y suero. Los métodos modernos para preparar quesos aceleran este proceso mediante la incorporación de un fermento -un cultivo bacteriano que produce ácido láctico- y cuajo, sustancia obtenida de las crías que contiene una enzima para promover el proceso de coagulación. Esta enzima acelera la separación de los líquidos y los sólidos.